# Кукка (Эстония)
Ку́кка (эст. Kukka) — деревня в волости Хийумаа уезда Хийумаа, Эстония.
До реформы местных самоуправлений 2017 года входила в состав волости Пюхалепа.

## География и описание
Расположена в северо-восточной части острова Хийумаа. Расстояние до волостного и уездного центра — города Кярдла —  6 километров. Высота над уровнем моря — 6 метров.
Малые острова в заливе Кукка относятся к деревне Кылунымме.
Климат умеренный. Официальный язык — эстонский. Почтовый индекс — 92336.

## Население
По данным переписи населения 2021 года, в Кукканасчитывалось 20 жителей, все — эстонцы.
По состоянию на 1 января 2020 года в деревне насчитывалось 28 жителей: 11 женщин и 17 мужчин; 23 человека трудоспособного возраста (15–64 года), 1 ребёнок в возрасте до 15 лет и 4 человека пенсионного возраста (65 лет и старше).
По данным переписи населения 2011 года, в деревне проживали 11 человек, все — эстонцы.
Численность населения деревни Кукка:
| Год  | 1959 | 1970 | 1979 | 1989 | 2000 | 2011 | 2021 |
| ---- | ---- | ---- | ---- | ---- | ---- | ---- | ---- |
| Чел. | 50   | ↘ 33 | ↘ 26 | → 26 | ↘ 25 | ↘ 11 | ↗ 20 |

## История
В письменных источниках 1565 года упоминается Kucku, 1609 года — Kucku Wackan, Kucku Peter, 1688 года — Kuckaby, Kukkuby, 1782 года — Kuckas, 1798 года — Kukka.
На военно-топографических картах Российской империи (1846–1863 годы), в состав которой входила Эстляндская губерния, деревня обозначена как Кукка.

## Достопримечательности
- Камень Кукка

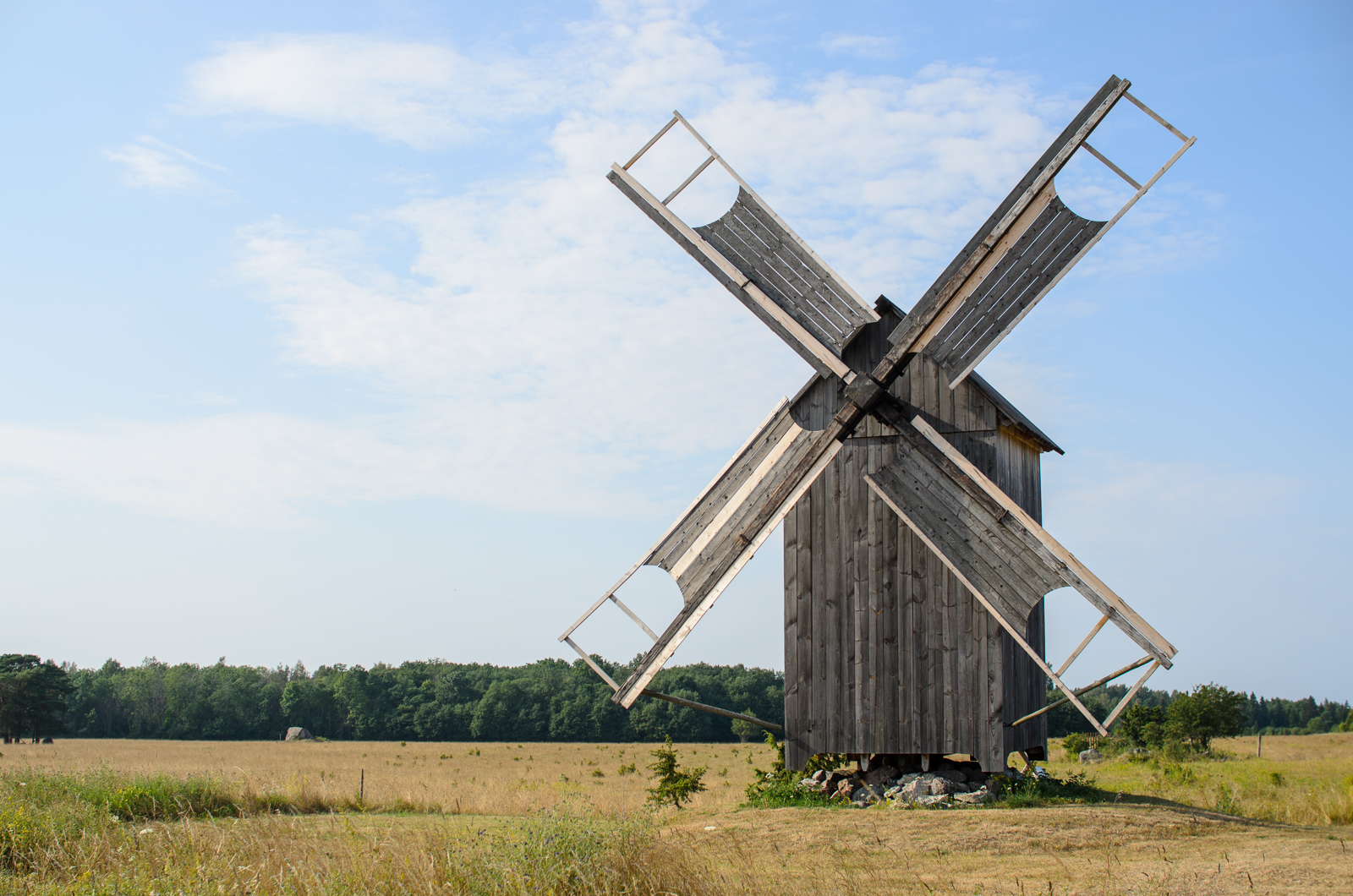
Ветряная мельница Кукка

Крупнейший эрратический валун Западной Эстонии, гранит, объём наземной части 324 м³;
- природный парк Кукка

Расположен к югу от деревни, площадь 1,5 км². Основан в 1998 году для защиты низинного болота и его биоразнообразия. Здесь растёт множество охраняемых видов растений, в частности, лосняк Лёзеля, офрис насекомоносная, пальчатокоренник мясо-красный, дремлик болотный и кокушник комарниковый;
- ветряная мельница Кукка

Построена в 1837 году. Классический тип деревянной ветряной мельницы, памятник культуры, символ истории местного сельскохозяйственного производства. При инспектировании 30.08.2016 состояние оценивалось как хорошее.

## Комментарии
1. ↑  Эстонские топонимы, оканчивающиеся на -а, не склоняются и не имеют женского рода (исключение — Нарва)[6].